# Proechimys poliopus
Proechimys poliopus är en däggdjursart som beskrevs av Wilfred Hudson Osgood 1914. Proechimys poliopus ingår i släktet Proechimys och familjen lansråttor. Inga underarter finns listade i Catalogue of Life.
Denna gnagare förekommer i bergskedjan Sierra de Perijá i gränsområdet mellan nordvästra Venezuela och nordöstra Colombia. Proechimys poliopus listades tidigare av IUCN som sårbar. I den nyaste rödlistan från 2016 klassificeras populationen som synonym till Proechimys guairae.